# Estación Louise/Louiza
La estación de Louise/Louiza es una estación del sistema del metro de Bruselas localizada en la ciudad de Bruselas. El nombre de la estación procede de la plaza debajo cual se encuentra, dedicada a Luisa María de Orleans.

## Historia
Al final de los años sesenta, las líneas de tranvía en el pequeño ring de bruselas eran extremadamente lentas debido al tráfico. Se decidió soterrar esta línea en 1970, y las obras empezaron en 1978. Siete años más tarde, se abría como línea de tranvía subterránea (Pre-metro). Originalmente esta estación se llamaba Place louise/Loizaplein, para evitar confusión con la avenida, ya que estaba previsto hacer una línea que seguiría la avenida. El túnel bajo la estación de esa línea ya había sido construido, pero nunca entró en servicio. La estación fue adaptada al metro y abierta el 2 de octubre de 1988.

## Localización
La estación se encuentra en la place Louise/Louizaplein, a un extremo de la Avenue Louise/Louizalaan, una importante avenida comercial. También se encuentra en las proximidades del Palacio de Justicia de Bruselas.
- Datos: Q2262956
- Multimedia: Louiza/Louise metro station / Q2262956